# Jagdschloss Sayneck

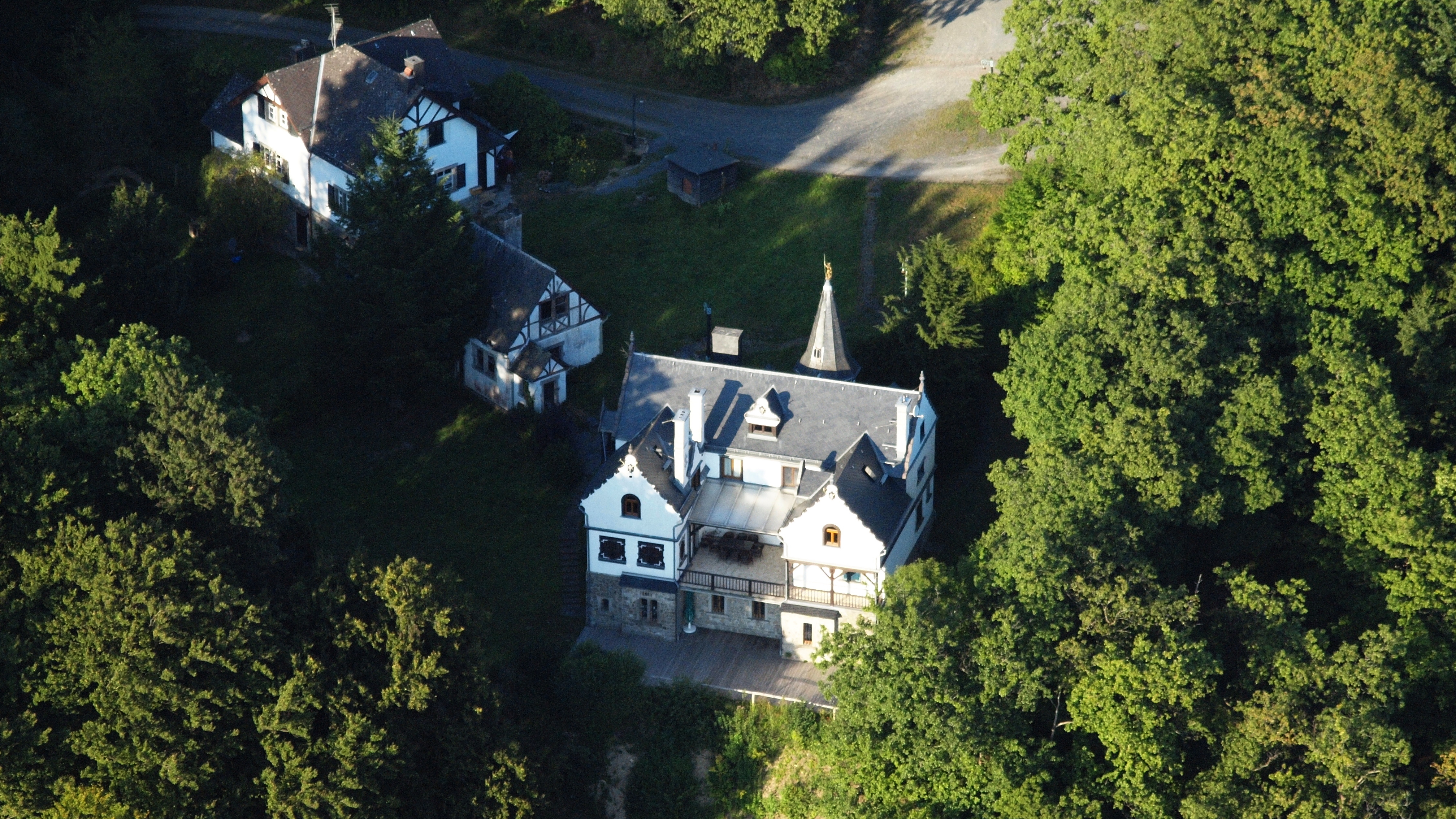
Jagdschloss Sayneck bei Isenburg

Das Jagdschloss Sayneck befindet sich oberhalb des Sayntals in der Gemarkung Großmaischeid bei Neuwied in Rheinland-Pfalz. Zwischen 1884 und 1968 wurde es von der Industriellenfamilie Krupp gepachtet, die es als Ausgangspunkt für ausgedehnte Jagden nutzten. Seitdem wird es von den Fürsten zu Wied für denselben Zweck genutzt.

## Geschichte
Im Jahr 1881 ließ Alexander Graf von Hachenburg (1847–1940) inmitten des Fürstlich Wiedischen Reviers ein schlichtes Jagdhaus errichten, welches er „Sayneck“ nannte. Bereits 1882 bedeutend erweitert, wurde Sayneck am 1. Mai 1884 mit den Jagden Großmaischeid, Ebenfeld, Caan, Nauort, Stromberg und Sayn von dem Industriellen Friedrich Alfred Krupp (1854–1902) gepachtet. Nachdem zwischen 1884 und 1887 weitere Nebengebäude (z. B. Forsthaus, Personalgebäude, Badehaus, Ställe, Schießstand, Tankstelle) errichtet worden waren, fasste Alfred Krupp im Frühjahr des Jahres 1888 den Entschluss, Sayneck abzureißen und im gleichen Stil, aber in wesentlich größeren Dimensionen als Jagdschloss wieder neu errichten zu lassen. Im Lauf der folgenden Jahrzehnte weilten viele prominente Gäste auf dem Jagdschloss Sayneck. Ende des 19. Jahrhunderts ließ Friedrich Alfred Krupp die Gäste seiner großen Treibjagden sogar per Sonderzügen auf der Brexbachtalbahn anreisen. Noch bis 1943 wurden auf dem Schloss Jagdgesellschaften abgehalten.
Gegen Ende des Zweiten Weltkriegs, im Dezember 1944, wurde im Jagdschloss Sayneck ein Lazarett des Reichsarbeitsdienstes eingerichtet. Von Januar bis März 1945 residierte dort der Gauleiter des Gaus Moselland, Gustav Simon, mit seinem Stab. Während dieser Zeit gehörte auch Robert Ley, Leiter der Deutschen Arbeitsfront, zu den Besuchern von Sayneck. Kurz vor dem Eintreffen der Amerikaner, am 25. März 1945, kam noch der Generalstab des Westfront-Kommandos der Wehrmacht für einen kurzen Aufenthalt auf dem Jagdschloss Sayneck. Es folgten vorübergehend amerikanische und französische Besatzungstruppen.
Nach dem Tod von Alfried Krupp von Bohlen und Halbach (1907–1967) lief die Ära Krupp auf Sayneck am 30. Juni 1968 ab. Die Jagdpacht wurde beendet und das Jagdschloss ging in den Besitz der Eigentümer des Grund und Bodens, der Fürsten zu Wied, über. In einem Nebengebäude des Schlosses befindet sich eine Fürstlich Wiedische Revierförsterei. Von der ursprünglichen Einrichtung ist noch einiges erhalten, so der große Kamin, einige Kachelöfen, Vertäfelungs- und Schnitzarbeiten sowie eine umfangreiche Trophäensammlung.